# Forsoningslæren (kristendom)
Baggrunden for den kristne forsoningslære er dels tanken om, at alle mennesker er syndere, dels tanken om, at Gud er syndfri. Der er således kommet en afstand mellem Gud og mennesker. Det fællesskab mellem Gud og mennesker, der herskede før syndefaldet i Paradisets have, er blevet brudt. 
Imidlertid har Gud sendt sin enbårne (eneste fødte) søn til jorden for at genoprette fællesskabet og skabe en forsoning. Denne forsoning sker ved Jesu Kristi død (korsfæstelsen på Golgata) og opstandelse. 
Der er imidlertid uenighed blandt kristne teologer om, hvordan denne forsoning skal forstås. Under skolastikken i middelalderen blev dette spørgsmål systematisk gennemtænkt. Resultatet blev, at der udviklede sig to hovedtyper af forsoningslære: den objektive forsoningslære og den subjektive forsoningslære.                   

## Den objektive forsoningslære
Den objektive forsoningslære optræder hos teologen Anselm af Canterbury (1033-1109). Han siger, at forsoningen skete ved, at Jesus på korset stedfortrædende tog menneskehedens straf på sig og derved sonede deres synder over for Gud. Jesus døde altså som en betaling til Gud, hvis ære var blevet krænket ved at menneskene syndede. Derved brød Gud det almindelige (juridiske) princip, der går ud på, at det er den skyldige part (mennesket), der skal skabe forsoning. I stedet er det den krænkede part (Gud), der skaber forsoningen. 
I sit skrift Cur Deus homo (Hvorfor Gud blev menneske), der blev skrevet i perioden 1094-1098, gør Anselm grundigt rede for sin forsoningslære: Gud har i sin visdom og kærlighed fra evighed besluttet at grundlægge et rige af fornuftige væsener, som adlyder hans majestætiske vilje og lever under hans herredømme. Men ved syndefaldet skete der en forstyrrelse af Guds plan for verden. Den orden, som Gud satte, da han skabte verden som en afglans af sin herlighed, blev ødelagt, og derved blev Gud berøvet sin ære.
Det er imidlertid urimeligt, at Gud skal tåle en sådan krænkelse af sin ære, siger Anselm. Det er derfor nødvendigt, at der sker en æresoprejsning eller godtgørelse (på latin: satisfactio) af den skade, der er sket. Mennesket er dog ikke i stand til at yde denne godtgørelse. Den synd, som mennesket har begået, er uendelig stor, fordi den er synd mod Gud. Kun Gud kan yde en sådan godtgørelse; men alene mennesket bør yde den. Løsningen er: Godtgørelsen ydes af et Gud-menneske.
Dette Gud-menneske er netop Jesus Kristus, som er sand Gud og sandt menneske. Fordi han er Gud, er han syndfri. Og fordi han er syndfri, har han ikke fortjent at dø. Hvis han frivilligt giver sit liv på korset, kan denne ydelse tjene som en godtgørelse, fordi det  er Gud, der giver den. Kristi frivillige død har således en uendelig værdi. Den mere end opvejer alle menneskers synder. Derved kan den betale den uendelige godtgørelse for den uendelige krænkelse. Og derved kan menneskene blive forsonet med Gud.
Forsoningen er ”objektiv”. Det vil sige: Den foregår uden for det syndige menneske og uden at mennesket er aktiv i den. Det er Gud, der er den aktive, den handlende.

## Den subjektive forsoningslære
Den subjektive forsoningslære går derimod ud på, at forsoningen sker inde i mennesket. Forsoningen er en psykologisk proces i mennesket. Mennesket er den aktive. 
Den subjektive forsoningslære ses f.eks. hos den franske teolog Pierre Abélard (ca. 1080-1142). Han siger, at det er menneskets efterfølgelse af Jesu forbilledlige kærlighedsoffer, der skaber forsoningen. Gud har i Kristus åbenbaret sin kærlighed til mennesket, og denne kærlighed vækker i mennesket en genkærlighed til Gud. Denne genkærlighed udgør menneskenes egentlige retfærdighed.
Den subjektive forsoningslære – også kaldt den moralske forsoningslære - er særligt fremherskende i de teologiske strømninger, der betvivler Jesu opstandelse, og som afviser tanken om, at Gud af Jesus kræver et blodigt stedfortrædende offer for menneskeheden.

## Den klassiske forsoningslære
Den svenske teolog Gustav Aulen (1879-1977) har foreslået en tredje forsoningslære: den klassiske forsoningslære. Han mente, at denne forsoningslære var fremherskende i den tidlige kirke og hos Luther. Den klassiske forsoningslære ser forsoningen og frelsen i lyset af Guds sejr over fordærvmagterne – døden, synden og Djævelen – gennem Jesu opstandelse. Synd er, at vi har brudt fællesskabet med Gud, og derved er vi kommet under dødens vilkår (Vi skal alle dø). Døden har nu magt over vores liv. Jesu opstandelse er Guds måde at overvinde dødens magt på og vinde os tilbage.
Den klassiske forsoningslære er en objektiv forsoningslære, men i modsætning til Anselms forsoningslære lægger den vægten på Guds sejr (over fordærvmagterne) og ikke på Kristi betaling (af godtgørelsen til Gud). Af samme grund lægger den hovedvægten på Jesu opstandelse, mens Anselms forsoningslære lægger hovedvægten på Jesu lidelse og død.
Den klassiske forsoningslære er den mest fremtrædende i den ortodokse kirke, der tillægger Jesu opstandelse den største betydning. Den objektive forsoningslære er derimod særligt tydelig i den katolske kirke og den protestantiske kirke, der tillægger Jesu lidelse og død den største betydning. 

## Det Nye Testamente
Det Nye Testamente indeholder både skriftsteder, der støtter både den objektive forsoningslære, og skriftsteder, der støtter den subjektive forsoningslære. Det er dog muligt at se stederne som forskellige sider af den kristne soteriologi (lære om frelsen), hvor det ene ikke udelukker det andet. Følgende sted kan ses som støtte for den objektive forsoningslære:  
”Han slettede vort gældsbevis med alle dets bestemmelser imod os; han fjernede det ved at nagle det til korset.” (Kolossenserbrevet 2,15)
Følgende sted kan ses som støtte for den subjektive forsoningslære: 
”I skal have det sind over for hinanden, som var i Kristus Jesus, han som havde Guds skikkelse ... .” (Filipperbrevshymnen i Filipperbrevet 2,5-6a)
Det er dog tvivlsomt, om denne efterligning af Jesu sind noget sted i Det Nye Testamente bliver set som forsonende og frelsende over for Gud (selv om den kan være forsonende i forholdet mellem mennesker). Man kan i det hele taget spørge, om ikke den subjektive forsoningslære tager frelserrollen væk fra Jesus og lægger den over på menneskene.
Den objektive forsoningslære er særligt tydelig i Det Nye Testamentes brevlitteratur. I evangelierne er det derimod vanskeligt at finde den. Her er der kun få vers, der støtter den (såsom Markusevangeliet 10,45, og Matthæusevangeliet 26,28). Det hævdes af nogle nytestamentlige forskere, at disse steder ikke stammer fra Jesus selv, men er tilføjet af en senere kristen menighed. Det skal ses i sammenhæng med, at der i den tidlige kristendom skete en udvikling i synet på Jesus: I begyndelsen blev Jesus set som en jødisk profet, mens han senere blev set som en åndelig frelser. Se Jesus#Udviklingen fra Jesu forkyndelse til kristendommen.